# Citizens' Councils
Les Citizens' Councils (« Conseils des citoyens »), également appelés White Citizens' Councils (« Conseils des citoyens blancs ») sont un ancien réseau de sympathisants d'organisations suprématistes blanches aux États-Unis, essentiellement dans le Sud du pays.

## Histoire
Le 17 mai 1954, la Cour suprême des États-Unis publie son arrêt concluant le cas Brown v. Board of Education, arrêt qui rend inconstitutionnelle la ségrégation raciale dans les établissements scolaires publics, des Blancs ségrégationnistes se réunissent pour former  le  Citizens' Council le 11 juillet 1954 à Indianola dans l'état du Mississippi,.
Le réseau compte en 1956 environ 60 000 membres à travers les États-Unis.
Les conseils sont créés principalement pour s'opposer à l'intégration raciale dans l'éducation, mais également aux inscriptions des électeurs afro-américains sur les listes électorales et à l'accès aux services publics pendant les années 1950 et 1960,,,.
Avec l'adoption des lois fédérales comme le Civil Rights Act de 1964, le Voting Rights Act de 1965 et le Civil Rights Act de 1968, mettant fin à toutes les formes de ségrégation sur l'ensemble du territoire des États-Unis, le Citizens' Council doit changer sa plate forme idéologique, et en 1985, le réseau est remplacé par un autre, le Council of Conservative Citizens,.